# Bruchia hallii
Bruchia hallii är en bladmossart som beskrevs av Coe Finch Austin 1874. Bruchia hallii ingår i släktet Bruchia och familjen Bruchiaceae. Inga underarter finns listade i Catalogue of Life.